# Imre Dögei
Imre Dögei (* 24. Juni 1912 in Törökszentmiklós, Komitat Jász-Nagykun-Szolnok; † 16. Januar 1964 in Budapest) war ein ungarischer Politiker der Ungarischen Sozialistischen Arbeiterpartei MSZMP (Magyar Szocialista Munkáspárt), der unter anderem vom 18. Mai 1951 bis zum 14. August 1952  Präsident des Parlaments (Országgyűlés) sowie 1956 bis 1960 Landwirtschaftsminister der Ungarischen Volksrepublik war.

## Leben

### Abgeordneter und Parlamentspräsident
Dögei, der aus einer Bauernfamilie stammte, besuchte fünf Jahre lang die Grundschule und war danach als Bauer, Landarbeiter und Arbeiter in einer Fabrik für landwirtschaftliche Maschinen tätig. 1944 trat er der Ungarischen Kommunistischen Partei (MKP) bei und gehörte 1945 zu den Befürwortern der von der MKP geforderten Bodenreform. Am 4. November 1945 kandidierte er für die MKP-Liste im Komitat Jász-Nagykun-Szolnok für ein Mandat im Parlament (Országgyűlés). 1946 wurde er Mitglied des Parteikomitees im Komitat Jász-Nagykun-Szolnok und im September 1946 Generalsekretär der Nationalen Vereinigung der Arbeiter und Bauern DÉFOSZ (Dolgozó Parasztok és Földmunkások Országos Szövetségének), deren Vorsitzender er im Dezember 1948 wurde. Am 1. Oktober 1946 wurde er nach dem Besuch der Parteischule der MKP zunächst Kandidat des Zentralkomitees (ZK) der MKP. Am 31. August 1947 wurde er erstmals Mitglied des Parlaments, dem er bis 9. Juni 1962 angehörte. Er vertrat im Parlament für die gemeinsame Liste der Ungarischen Unabhängigen Volksfront MFN (Magyar Függetlenségi Népfront) und der Patriotischen Volksfront HNF (Hazafias Népfront) die Interessen des Komitat Somogy.
Nach dem Zusammenschlusses der Sozialdemokratischen Partei Ungarns MSZDP (Magyarországi Szociáldemokrata Párt) mit der Ungarischen Kommunistischen Partei MKP (Magyar Kommunista Párt) zur Partei der Ungarischen Werktätigen MDP (Magyar Dolgozók Pártja) wurde er am 15. Juni 1948 Mitglied des ZK der MDP. 1949 besuchte er die Parteischule der MDP. Er fungierte von August 1949 bis Sommer 1951 als Präsident der Nationalen Vereinigung der Genossenschaften SZÖVOSZ (Szövetkezetek Országos Szövetségének). 
Als Nachfolger von Lajos Drahos wurde Dögei am 18. Mai 1951 Präsident der Nationalversammlung und bekleidete den Posten des Parlamentspräsidenten bis zum 14. August 1952, woraufhin er durch Sándor Rónai abgelöst wurde.

### Landwirtschaftsminister und Parteiausschluss
Am 12. April 1954 übernahm er die Funktion als Präsident des Nationalrates der Landwirtschaftsgenossenschaften und war zwischen 1954 und 1956 auch Mitglied des Präsidiums der MDP sowie im November 1956 im Zuge des Volksaufstands für einige Tage Mitglied des Provisorischen Zentralvorstands der aus der MDP hervorgegangenen Ungarischen Sozialistischen Arbeiterpartei MSZMP (Magyar Szocialista Munkáspárt). Am 4. November 1956 wurde er in die von Ministerpräsident János Kádár gebildete „Ungarische Revolutionäre Arbeiter- und Bauernregierung“ berufen und übernahm in dieser das Amt des Landwirtschaftsministers (Földművelésügyi miniszter), das er bis zu seiner Ablösung durch Pál Losonczi am 15. Januar 1960 innehatte.
Kurz vor seinem Ausscheiden aus der Regierung wurde Dögei am 5. Januar 1960 als Nachfolger von Sándor Nógrádi zum Botschafter in der Volksrepublik China und als solcher zugleich in der Demokratischen Republik Vietnam ernannt. Nachdem er bereits am 12. Februar 1960 wegen „sektiererischer und parteifeindlicher Bestrebungen“ als Mitglied aus dem ZK der MSZMP ausgeschlossen wurde, durfte er diese diplomatischen Posten nicht mehr antreten. Am 10. Juni 1960 wurden die Ernennungen zum Botschafter zurückgenommen. Am 9. Januar 1962 wurde er schließlich auch aus der MSZMP ausgeschlossen.